# Fury in the Slaughterhouse
Fury in the Slaughterhouse (pol. Szał w rzeźni), niemiecka grupa rockowa założona w 1987 w Hanowerze przez dwóch braci: Kaia Uwe Wingenfeldera (wokalista) i Thorstena Wingenfeldera (gitarzysta i wokalista). Do zespołu dołączyli wtedy: Rainer Schumann (perkusista), Christof Stein (gitarzysta), i Hannes Schafer (basista). We wczesnych latach 90. sprzedali ponad 600 000 płyt w Niemczech.
Najbardziej znane przeboje: "Every Generation Got Its Own Disease", "Won't forget these days", "Radio Orchid", i "Trapped Today, Trapped Tomorrow".

## Dyskografia
- 1988 - Fury in the Slaughterhouse
- 1990 - Jau!
- 1991 - Hook a Hey
- 1992 - Pure Live!
- 1992 - Mono (US 1993)
- 1994 - Dead + Gone (EP)
- 1995 - The Hearing and the Sense of Balance
- 1997 - Brilliant Thieves
- 1998 - Nowhere...fast!
- 1998 - Super Fury (The Best of Fury In The Slaughterhouse)
- 2000 - Home Inside
- 2002 - The Color Fury
- 2002 - Monochrome (Live)
- 2004 - Nimby
- 2005 - F.I.T.S. (remastered)
- 2005 - Jau! (remastered)
- 2005 - Acoustic Grand Cru Classe
- 2005 - Hook a Hey (remastered)
- 2005 - Mono (remastered)
- 2006 - The Hearing and the Sense Of Balance (remastered)
- 2006 - Brilliant Thieves (remastered)
- 2006 - Every Heart is A revolutionary Cell
- 2006 - Nowhere...Fast! (remastered)
- 2006 - Home Inside (remastered)